# Puccinia bistortae
Puccinia bistortae är en svampart som först beskrevs av F. Strauss, och fick sitt nu gällande namn av Augustin Pyrame de Candolle 1815. Puccinia bistortae ingår i släktet Puccinia och familjen Pucciniaceae.   Inga underarter finns listade i Catalogue of Life.

## Bildgalleri

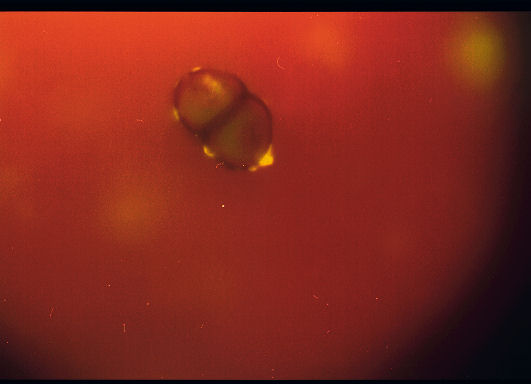
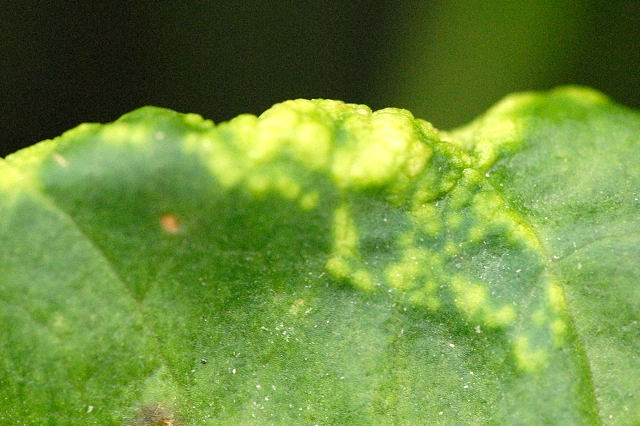